# دنیل گوردون (بازیکن فوتبال)
دنیل گوردون (انگلیسی: Daniel Gordon؛ زادهٔ ۱۶ ژانویهٔ ۱۹۸۵) بازیکن فوتبال اهل آلمان است.
از باشگاه‌هایی که در آن بازی کرده‌است می‌توان به باشگاه فوتبال کارلسروهه، باشگاه فوتبال اف‌اس‌وی فرانکفورت، و باشگاه فوتبال بروسیا دورتموند اشاره کرد.
وی همچنین در تیم ملی فوتبال جامائیکا بازی کرده‌است.